# Abraham Louis Girardet

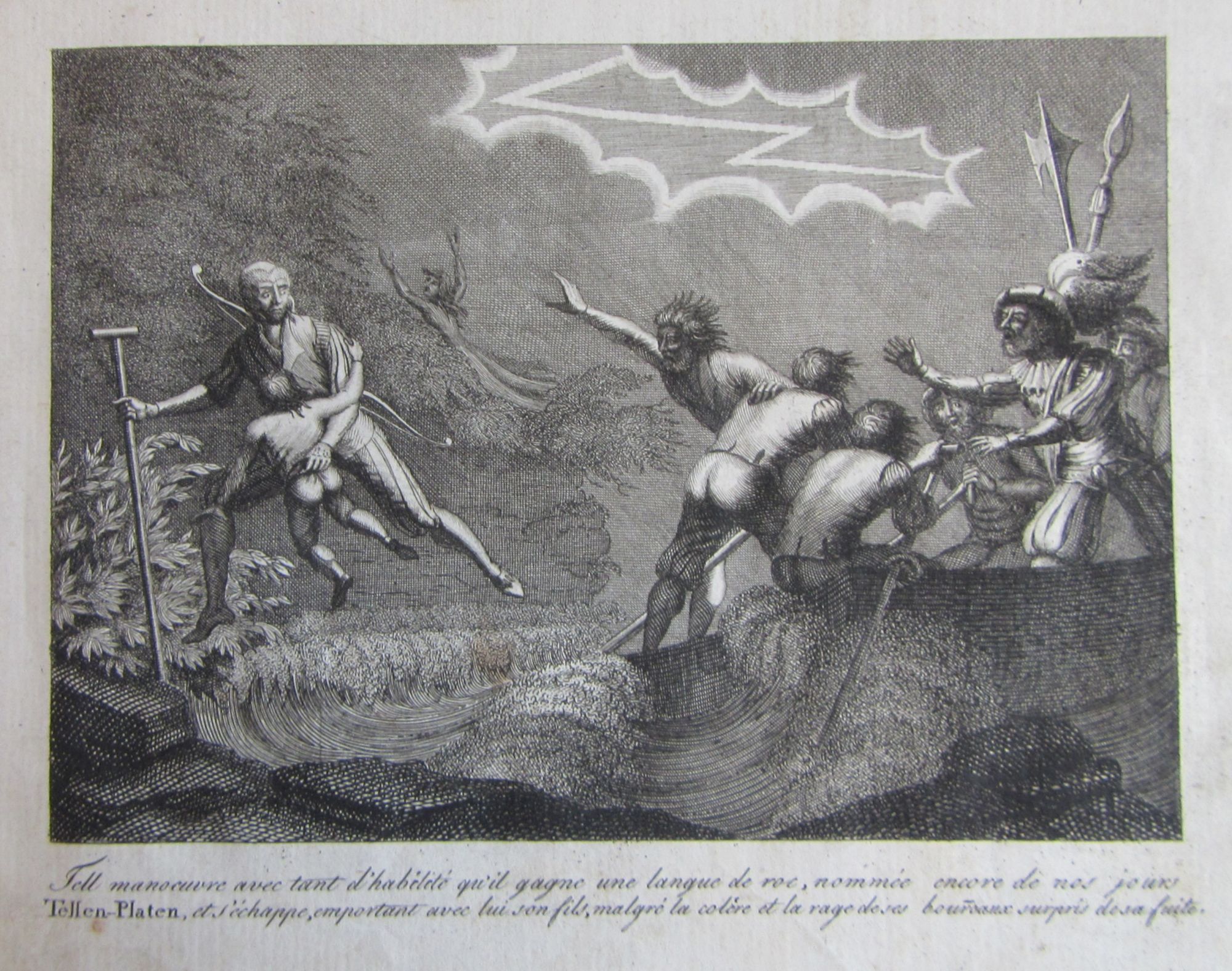
Le Libérateur Helvétique (um 1800)

Abraham Louis Girardet (* 27. Mai 1772 in Le Locle; † 31. Oktober 1821 in Les Planchettes) war ein Schweizer Radierer und Miniaturmaler.
Abraham Louis Girardet wurde als Sohn des Buchhändlers und Verlegers Samuel Girardet (1730–1807) und der Marie-Anne Bourquin geboren. Er war ein Bruder von Abraham Girardet, Alexandre Girardet und Charles-Samuel Girardet.
Er wurde in Malerei, Zeichnung und Druckgrafik bei seinen Brüdern Abraham und Alexandre ausgebildet. Er signierte seine Radierungen mit „Ab-Ls G.“ oder „A.L.G.“, um sie von den Werken seiner Brüder zu unterscheiden. Girardet war in der Schweiz, in Frankreich, den Niederlanden und in Deutschland tätig.
Ab 1789 schuf er Ansichten, Porträts (vor allem von Abgeordneten der französischen Nationalversammlung) und satirische Zeichnungen. Daneben war er auch als Maler, insbesondere als Miniaturmaler, sowie als Hersteller von Handstempeln zum Siegeln und von graviertem Tafelgeschirr tätig.
1804 zeigte er erste Symptome einer Geisteskrankheit. Die letzten Jahre seines Lebens verbrachte er in einer Heilanstalt.
Seine Werke behalten dank ihrer Detailtreue und der Präzision der Wiedergabe ihre Bedeutung als Dokumente ihrer Epoche.